# Por una cabeza
Por una cabeza — популярне аргентинське танго, пісня. Музика й слова були написані 1935 року відповідно Карлосом Ґарделем й Альфредом Ле Пера. Ле Пера був бразильцем із Сан-Паулу, в якому також народився Зекінья ді Абреу, композитор Tico-Tico no Fubá. Ле Пера і Ґардель загинули 24 червня 1935 року в авіакатастрофі в Медельїні (Колумбія) під час гастрольного турне.
Назва походить від іспанської кінноспортивної фрази, що перекладається на голову і стосується коня, який виграв перегони, випередивши суперників на голову.
У пісні йдеться про азартного гравця, який робить ставки на верхогонах і порівнює свою пристрасть до коней із захопленням жінками.
Це танго виконувалось багатьма оркестрами й звучало у чисельних фільмах: «Делікатеси» (1991), «Запах жінки» (1992), «Список Шиндлера» (1993), «Правдива брехня» (1994), «Титанік» (1996), «Фріда» (2002), «Поганий Санта» (2003), «Все королівське військо» (2006), «Планета 51» (2009), в одному з епізодів серіалу «Місце злочину: Нью-Йорк» (2007) тощо.
У фільмі «Запах жінки» однією з найбільш видовищних сцен є танго у виконанні Аль Пачіно і Габріель Анвар під мелодію «Por una cabeza».
Танго аранжував Джон Вільямс. Цей твір у виконанні скрипаля Іцхака Перльмана з'явився в альбомі «Cinema Serenade». Це танго Перльман (соло) і Вільямс (диригування) виконували також на своїх концертах. 2012 року група «Da Carrera» випустила танцювальну версію з оригінальним вокальним записом Карлоса Ґарделя.